# Розен, Роберт
Роберт Розен (швед. Robert Rosén; 25 июня 1987, Альвеста, Швеция) — шведский хоккеист, нападающий клуба «Векшё Лейкерс. Чемпион Швеции (2014/15, 2017/18, 2020/21, 2022/23).

## Биография
Роберт Розен профессиональную карьеру начал в 2003 году в клубе третьей по силе лиге Швеции «Альвеста», чьим воспитанником он и является. Провёл там два сезона. Позже перешёл в «Векшё Лейкерс». В составе клуба за 5 сезонов провёл 211 игр, набрал 176 очков. В высшей лиге дебютировал в клубе МОДО в сезоне 2010/11, в 65 играх набрал 27 очков. Следующий сезон провёл в столичном АИКе, стал результативным игроком лиги с 60 очками в 55 матчах. В мае 2012 года вернулся в «Векшё», подписав контракт на 5 лет. Согласно контракту он не мог выступать в первых двух матчах против АИКа в сезоне 2012/13. В сборной Швеции на чемпионате мира впервые сыграл в 2016 году.
4 мая 2018 подписал годичный контракт с российским клубом «Сочи». 21 марта 2019 года продлил контракт с этим клубом ещё на год.